# 麥格理銀行
麦格理银行（Macquarie Group Limited）是澳大利亚最大的银行集团之一。麦格理银行向投资者、公司、以及政府提供一系列的金融服务，包括資產管理融資、銀行業務、諮詢，以及涵蓋債券、股票及商品的風險和資本解決方案。公司总部位于悉尼，其股票在澳大利亚证券交易所上市。该公司是唯一一个由澳大利亚资本控制的投资银行。麥格理集團由在澳洲的麥格理銀行有限公司（Macquarie Bank Limited） 和在英國的麥格理銀行國際有限公司（Macquarie Bank International Limited）組成。
該集團的業務組合包括: 麦格理资产管理, 银行和金融服务, 大宗商品和全球市场和和麦格理资本。
麥格理集團的收入主要來自於服務費用和佣金，包括基金管理費、業績報酬、收購諮詢服務費、承銷費等。除此之外，集團收入來源還包括淨利息和淨交易收入、經營租賃收入、投資收入和來自合資企業的利潤分成。
集團2018財年的費用和佣金佔總收入42.8%。淨利息收入和淨交易收入各占淨運營收入的18左右%。
截至2019年1月，其公司市值約為 389.06億澳元。

## 历史
1969年 - 麥格理的前身 – 英國商業銀行Hill Samuel & Co Limited的全資子公司Hill Samuel Australia Limited。 
1985年 - 以麥格理銀行有限公司 (Macquarie Bank Limited)的名稱獲得了澳洲銀行牌照。 
1988年 - 收購澳洲的 Chemical Australia Ltd。 
1990年 - 收購澳洲的 Boston Australia Ltd。
1992年 - 收購澳洲的 Security Pacific。 1996年 - 麥格理銀行有限公司 (Macquarie Bank Ltd) 在澳洲證券交易所上市。
1999年 - 收購 Bankers Trust 的澳洲資產 (業務覆蓋澳洲、美國、巴西)。 
2004年 - 收購ING Group 的亞洲現貨股票業務 (業務覆蓋亞洲、歐洲、美國)。 
2005年 - 收購美國的 Cook Inlet Energy Supply。 
2006年 - 收購 Corona Energy。 
2007年 - 建立非運營控股公司，麥格理集團有限公司 (Macquarie Group Limited)。 
2008年 - 成立英國銀行 - 麥格理銀行國際有限公司(Macquarie Bank International Limited)。 
2009年 - 收購美國聯合能源公司的下游天然氣交易業務 (北美地區)。 
2013年 - 獲得香港銀行牌照。 
2015年 - 收購AWAS Aviation Capital Limited的飛機經營租賃業務組合。 
2016年 - 收購ANZ Banking Group的Esanda交易商融資業務組合。 
2017年 - 以麥格理為首的財團向英國政府收購了UK Green Investment Bank plc。

## 亚洲市场
麥格理銀行打算在香港以及中國開拓新市場，其中在香港業務，主要是從事衍生工具和債券融資，但是麥格理銀行亦會向一般市民提供金融諮詢服務，麥格理銀行可以說是對外對內集於一身國際金融投資銀行。
2008年，麦格理与中国境内的恒泰证券有限责任公司签订了谅解备忘录，计划成立一家专事投行业务的合资券商，其中麦格理占33%的股份。根据中国证券业协会公布的2008年国内证券公司股票及债券承销排名显示，恒泰证券的承销业务排名高于行业中位数，亦被《证券时报》评选为“最具成长性投资银行”。
2013年7月10日ING出售南韓投資管理業務（价值約170億歐元）予麥格理，之後，麥格理將成為南韓最大的海外資產管理機構。

## 关联企业
- 麦格理基础设施集团